# Cheiloneurus cheles
Cheiloneurus cheles är en stekelart som först beskrevs av Walker 1839.  Cheiloneurus cheles ingår i släktet Cheiloneurus och familjen sköldlussteklar. Inga underarter finns listade i Catalogue of Life.